# Descanso insolitus
Descanso insolitus är en spindelart som beskrevs av Arthur M. Chickering 1946. Descanso insolitus ingår i släktet Descanso och familjen hoppspindlar. Inga underarter finns listade i Catalogue of Life.